# Nobel (Fernsehserie)
Nobel (Originaltitel: Nobel – fred for enhver pris, deutsch: Nobel – Frieden um jeden Preis) ist eine achtteilige norwegische Fernsehserie aus dem Jahr 2016, die sich um die Beteiligung Norwegens im seit 2001 in Afghanistan andauernden Krieg und die damit verbundenen politischen Verflechtungen in Norwegen dreht.
Die Serie feierte am 25. September 2016 auf NRK1 seine Premiere. Ab dem 13. Dezember 2016 wurde sie auch auf Netflix angeboten.
Nobel konnte auf der Prix Europa und der Rose d’Or jeweils eine Auszeichnung gewinnen.

## Handlung
Oberleutnant Erling Riiser dient in einer Spezialeinheit der norwegischen Armee in Afghanistan. Die asymmetrische Kriegführung, bei der zwischen Feinden und Zivilbevölkerung fast nicht zu unterscheiden ist fordert nicht nur personelle Opfer auf allen Seiten, sondern lässt auch am Sinn der Operation zweifeln. Bei einem Einsatz berührt Riiser eine afghanische Frau und reißt ihr dabei unabsichtlich deren Kopftuch vom Kopf. Der Ehemann der Frau fühlt sich in seiner Ehre verletzt und macht ihr fortan das Leben zur Hölle. Riisers Einheit kann die misshandelte Frau später befreien und diese zur medizinischen Betreuung nach Norwegen mitnehmen. Dort angekommen erhält Riiser bereits einen Tag nach seiner Ankunft eine geheimnisvolle Nachricht, die auf einen Mord an eben dieser Frau deutet. Riiser kann den Mord vereiteln, gerät danach aber in einen undurchsichtigen Strudel aus Politik und Moral, in der die Grenzen verschwimmen.

## Produktion
Die Serie basiert auf einer Idee des Regisseurs Per-Olav Sørensen, der etwas über die Beteiligung norwegischer Soldaten in Afghanistan machen wollte Als Mitautoren halfen Mette Marit Bøstad und Stephen Uhlander, das Drehbuch zu schreiben. Die 7,9 Millionen Euro teure Serie wurde in Oslo (zehn Wochen), Prag (drei Wochen) und Marokko (vier Wochen) gedreht

## Besetzung
| Rolle                            | Schauspieler              | Synchronsprecher    |
| -------------------------------- | ------------------------- | ------------------- |
| Oberleutnant Erling Riiser       | Aksel Hennie              | Marc Oliver Schulze |
| Johanne Riiser                   | Tuva Novotny              | Anke Kortemeier     |
| Oberleutnant Jon Petter Hals     | Anders Danielsen Lie      | Karim El Kammouchi  |
| Brigadier Jørund Ekeberg         | Dennis Storhøi            | -                   |
| Oberleutnant Håvard Bakkeli      | Mads Sjøgård Pettersen    | Tim Schwarzmaier    |
| Oberleutnant Adella Hanefi       | Danica Curcic             | Shandra Schadt      |
| Außenminister Johan Ruud         | Christian Rubeck          | Philipp Moog        |
| Leutnant Hans Ivar Johansen      | Odd-Magnus Williamson     | Matti Klemm         |
| Major Jan Burås                  | Kyrre Hellum              | Martin Halm         |
| Hektor Stolt-Hansen              | Mattis Herman Nyquist     | Max Felder          |
| Rikard Riiser                    | Amund Wiegand Blakstvedt  | Dominic Pühringer   |
| Rolf Inherad                     | Hallvard Holmen           | Jakob Riedl         |
| Sharif Zamani                    | Atheer Adel               | -                   |
| Mullah Ahmed                     | Mohammad-Ali Behboudi     | -                   |
| Wasima Zamani                    | Ayesha Wolasmal           | -                   |
| Heydar Zamani                    | Ramin Yazdani             | -                   |
| Kristoffer Abel                  | André Jerman              | Markus Pfeiffer     |
| Sven Rasch                       | Rolf Kristian Larsen      | -                   |
| Feldwebel Sigurd Sønsteby        | Eirik Evjen               | -                   |
| Verteidigungsminister Kjersti Mo | Ingrid Jørgensen Dragland | -                   |
| Charlotte Heiberg                | Heidi Toini               | -                   |
| Nora Backer                      | Ellen Horn                | -                   |
| Gunnar Riiser                    | Samuel Fröler             | Ekkehardt Belle     |

## Rezeption

### Kritik
Nobel kam in Norwegen überdurchschnittlich gut an: 750.000 Zuschauer sahen die erste Folge, was einem Marktanteil von 45 % entspricht.

### Auszeichnungen
| Jahr | Organisation | Kategorie                       | Resultat  | Quelle |
| ---- | ------------ | ------------------------------- | --------- | ------ |
| 2016 | Prix Europa  | Beste europäische TV-/Miniserie | Gewonnen  | [ 5 ]  |
| 2016 | Prix Italia  | TV-Drama                        | Nominiert | [ 6 ]  |
| 2017 | Rose d’Or    | Drama-Serie                     | Gewonnen  | [ 7 ]  |
| 2017 | Gullruten    | Bestes TV-Drama                 | Nominiert | [ 8 ]  |